# Westphalia (Maryland)
Westphalia es un lugar designado por el censo ubicado en el condado de Prince George en el estado estadounidense de Maryland. En el Censo de 2010 tenía una población de 7.266 habitantes y una densidad poblacional de 210,97 personas por km².

## Geografía
Westphalia se encuentra ubicado en las coordenadas 38°50′25″N 76°49′27″O / 38.84028, -76.82417. Según la Oficina del Censo de los Estados Unidos, Westphalia tiene una superficie total de 34.44 km², de la cual 34.37 km² corresponden a tierra firme y (0.2%) 0.07 km² es agua.

## Demografía
Según el censo de 2010, había 7.266 personas residiendo en Westphalia. La densidad de población era de 210,97 hab./km². De los 7.266 habitantes, Westphalia estaba compuesto por el 11.05% blancos, el 83.22% eran afroamericanos, el 0.4% eran amerindios, el 0.99% eran asiáticos, el 0% eran isleños del Pacífico, el 1.61% eran de otras razas y el 2.73% pertenecían a dos o más razas. Del total de la población el 3.59% eran hispanos o latinos de cualquier raza.